# 'Ndrina Maio
I Maio sono una 'ndrina di San Martino di Taurianova dedita al narcotraffico, usura ed estorsioni.

## Fatti recenti
- Il 13 dicembre 2011 i carabinieri di Reggio Calabria hanno eseguito 21 ordinanze di custodia durante l'operazione Tutto in famiglia oltre che al sequestro di beni mobili e immobili[1].